# 한화생명보험
한화생명보험주식회사(영어: HANWHA LIFE INSURANCE CO., LTD., 한국: 088350)는 대한민국 최초의 생명보험사이다. 1946년 9월 설립된 한화생명은 서울의 랜드마크 빌딩인 여의도 63빌딩에 본사를 두고 있다.

## 개요
한화생명의 전신은 대한생명으로 2012년 10월 한화생명으로 사명을 변경하였다. 주요 판매 상품은 종신, CI보험과 같은 보장성 상품과 연금보험 등의 저축성 상품, 변액 상품 등이 있으며 신탁 상품을 통해 개인들의 자산관리 업무도 한다. 또한 기업체를 대상으로 퇴직연금, 상해보험, 단체보험 등도 판매하고 있으며 판매채널로는 FP 대면채널을 비롯하여 은행 지점을 통한 방카슈랑스, 인터넷 판매 채널인 온슈어 등이 있다. 2018년 12월 기준 총자산 115조원, 18000여 명의 임직원들이 근무하며 7개 지역본부, 63개 지역단, 560여 지점이 있다.
한화그룹 금융계열사(한화생명, 한화손해보험, 한화투자증권, 한화자산운용, 한화저축은행)는 공동 브랜드 LIFEPLUS를 통해서 전통적인 금융사 패러다임을 벗어나 고객의 삶에 집중한 콘텐츠와 서비스를 제공해 오고 있다. LIFEPLUS는 풍요로운 삶을 위해 필요한 네 가지 핵심요소(Financial, Physical, Mental, Inspirational)를 'Holistic Wellness'의 개념으로 새롭게 조명하고 이를 가까운 미래에 유용할 라이프스타일 콘텐츠와 앞선 삶의 질을 누리기 위한 상품과 서비스로 제안한다.

## 연혁
1946년 9월 9일 대한생명보험으로 출범하였으며 1969년 부도위기를 맞게되어서 경영권을 신동아그룹이 인수하여 신동아그룹 계열사가 되었다. 1970년 보험의 날 기념식에서 대통령 표창을 수상하였다.
1985년 서울 영등포구 여의도동에 신동아건설을 시공사로 하여서 63빌딩을 완공하여 사옥을 이전하였고 이듬해 자산 1조원을 돌파하였다. 1987년에는 스위스 라이프 네트워크 진출에 따라 영문명을 Korea Life로 변경하였다. 1999년 신동아그룹의 부도로 예금보험공사가 경영권을 인수하며 국영 보험사가 되었다가 2002년 한화그룹이 경영권을 인수하였는데 예금보험공사에 앞서 롯데그룹이 인수할 계획이었으나 신격호 당시 그룹 회장이 해당 기업을 인수하려던 차에 아버지 묘소가 도굴당하는 상황이 벌어지자 포기했다. 한화그룹이 사명을 한화생명으로 변경하려고 추진하였으나 예금보험공사가 이를 반대하여 한화그룹으로 편입된 이후에도 대한생명 상호를 유지하였다가 2012년 10월 8일에 현재의 상호로 변경되었다. 2021년 4월 1일에 보험·모집 지원부문은 한화생명금융서비스로 분할되었다.